# 新西爾卡 (扎斯盧奇內市鎮)
49°39′54″N 26°40′38″E / 49.66500°N 26.67722°E
新西爾卡（烏克蘭語：Новосілка）是位於烏克蘭西部的村莊，由赫梅利尼茨基州裡赫梅利尼茨基區的扎斯盧奇內市鎮負責管轄。該村面積0.51平方公里，海拔高度302米，2001年人口23，人口密度每平方公里44.8人。